# 銀座四丁目交差点

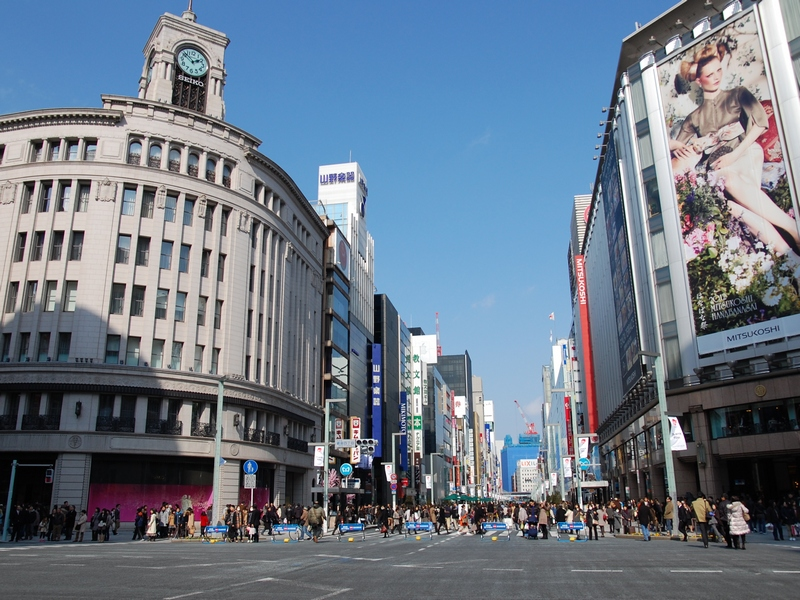
銀座四丁目交差点。左が和光本館、右が銀座三越（2012年）

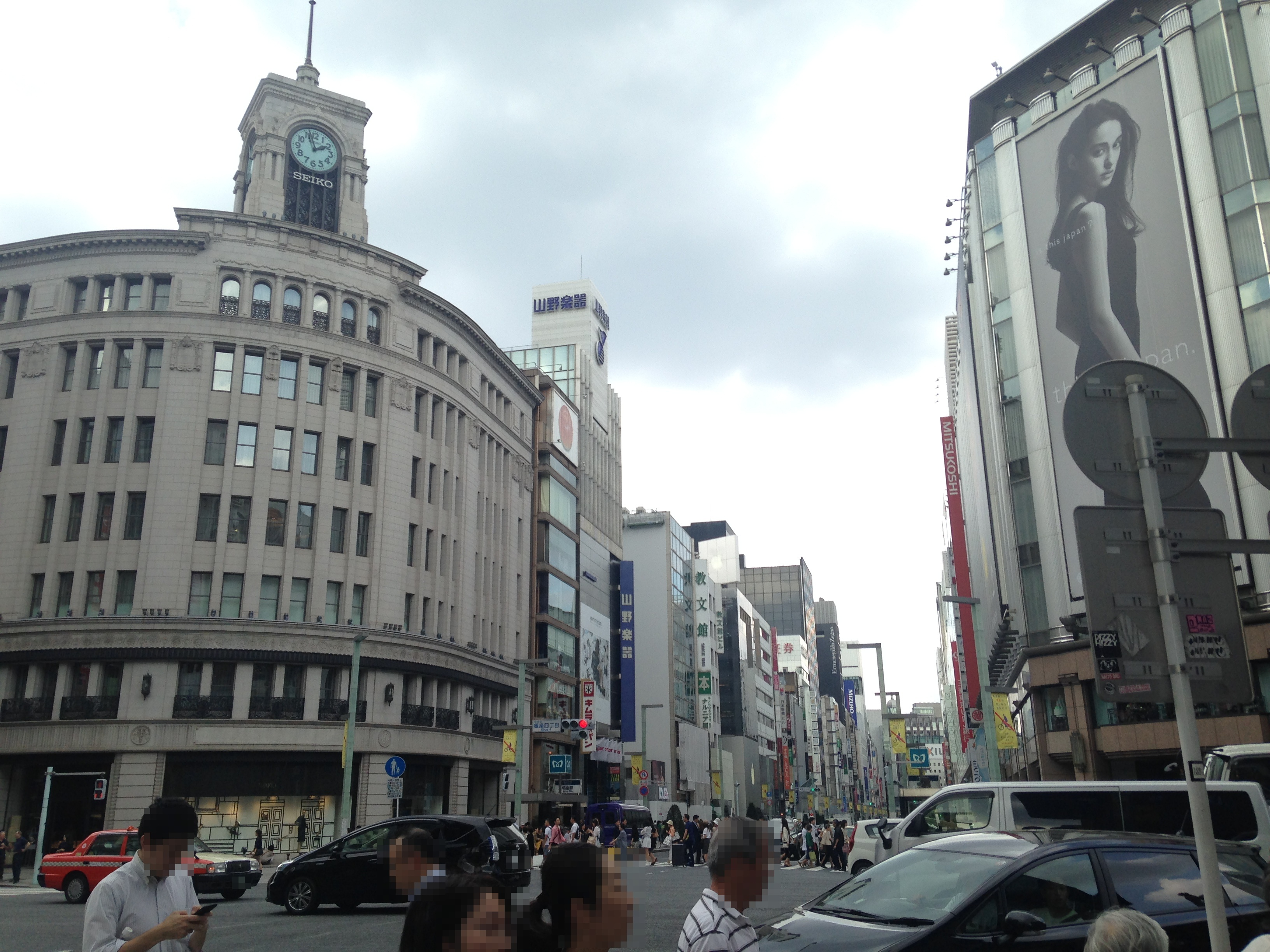
交差点北側（2015年）
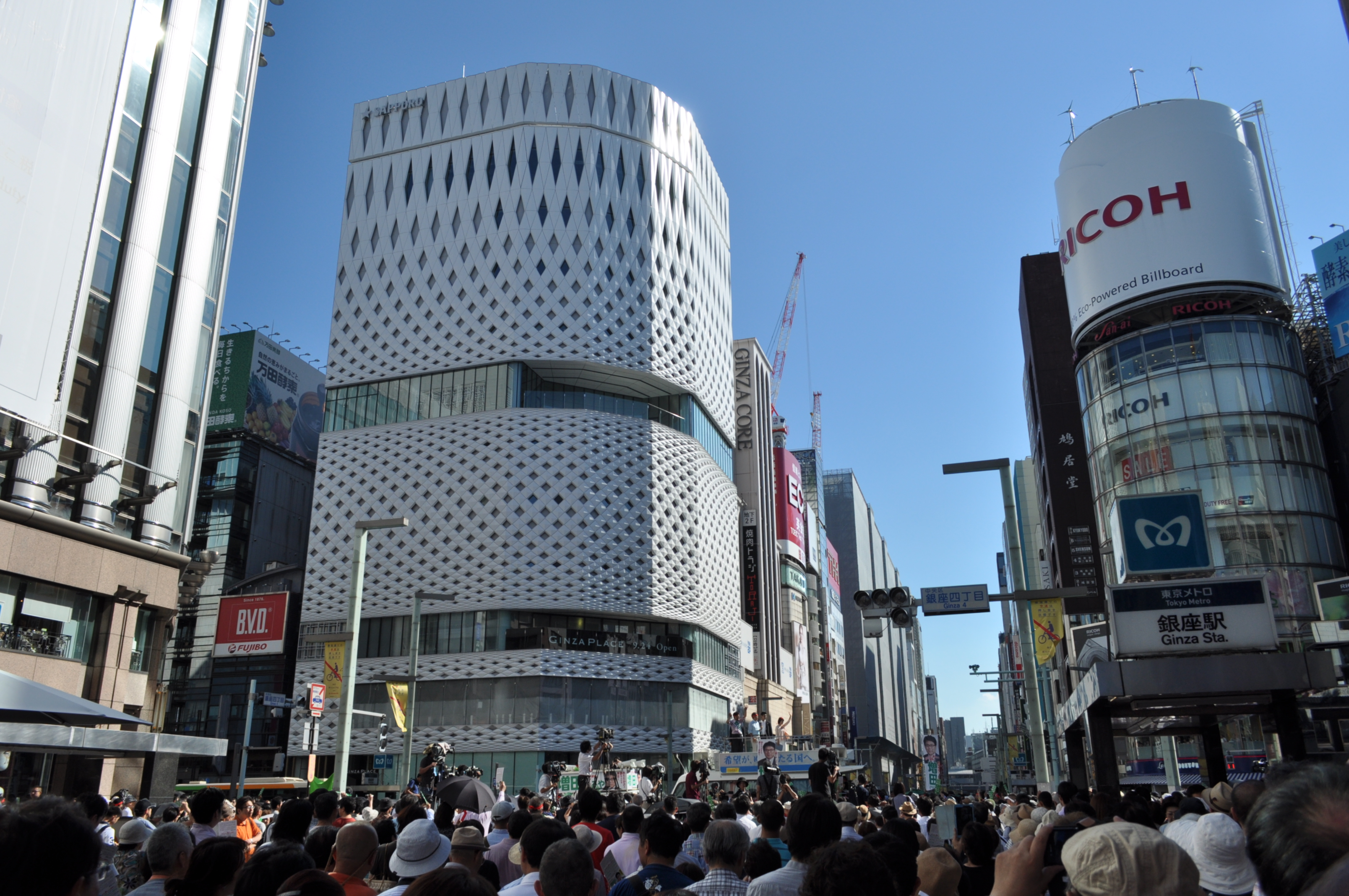
交差点南側（2016年）
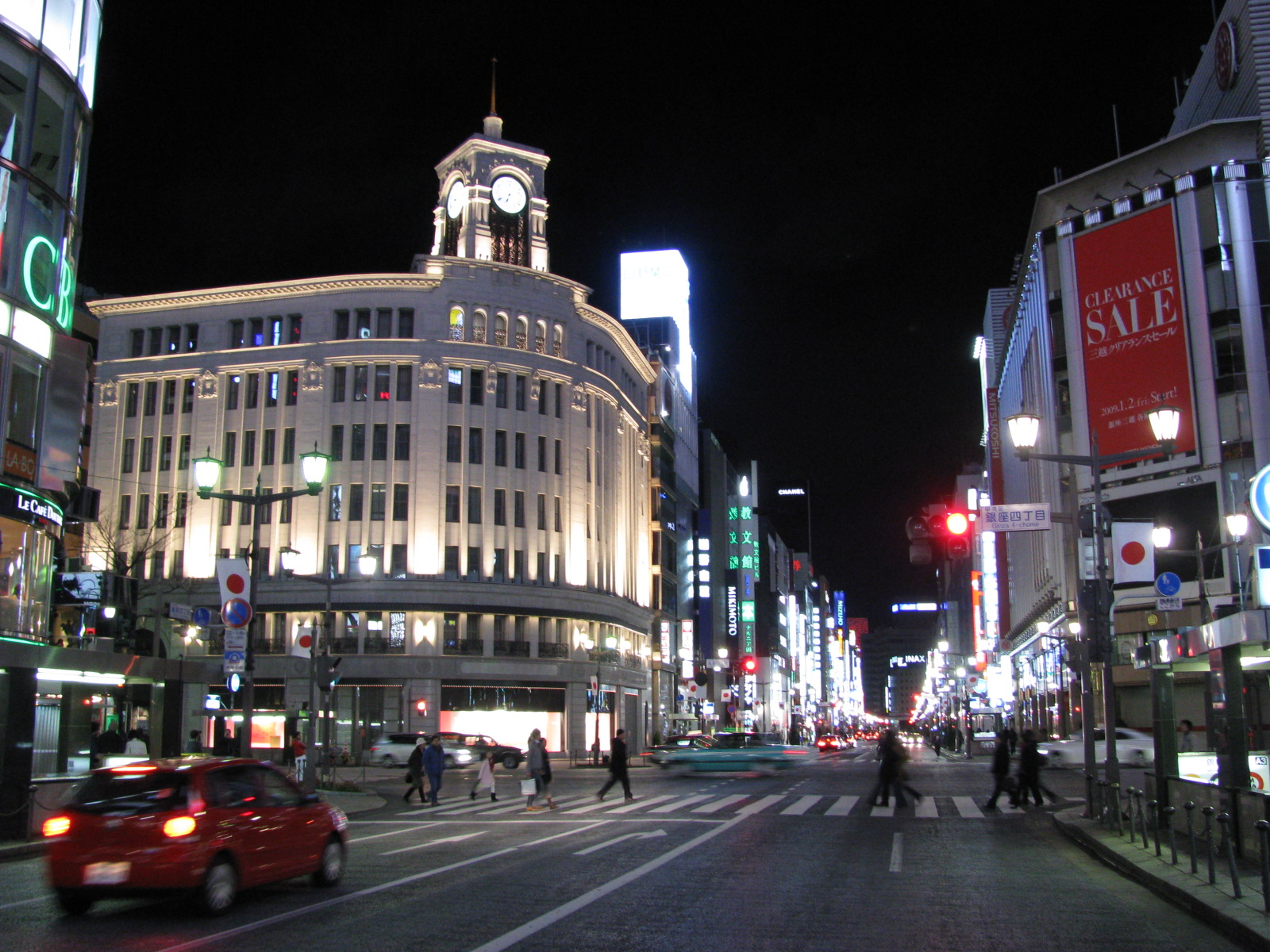
夜の交差点（2009年）
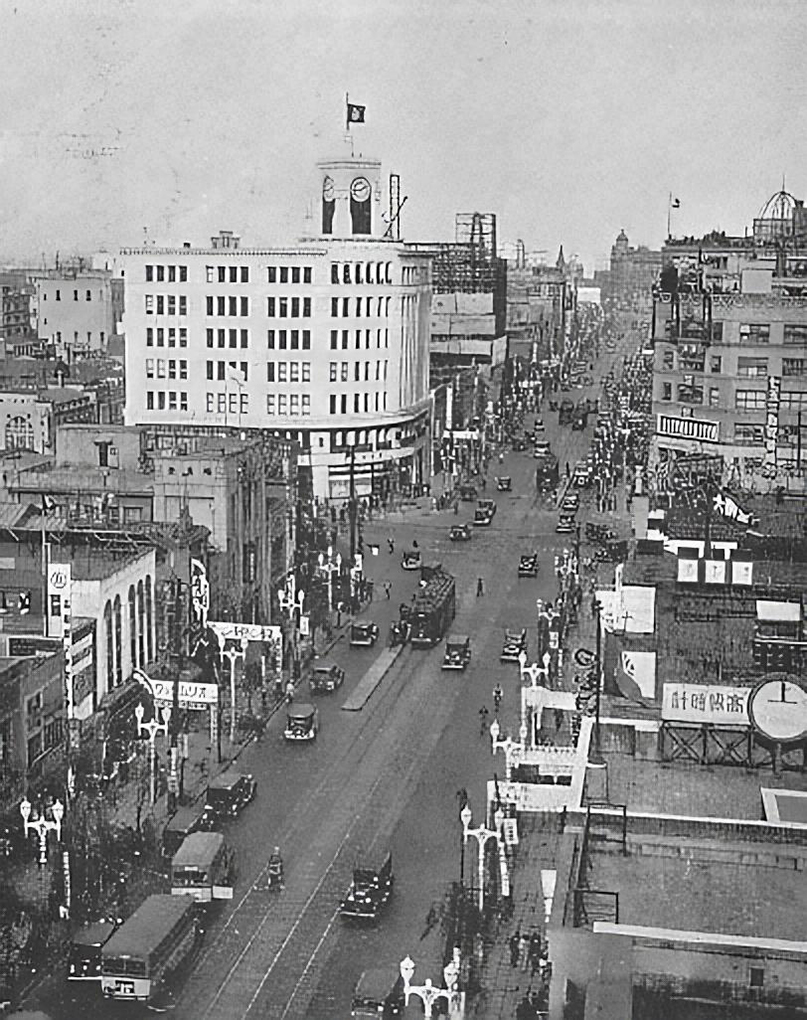
交差点遠景（1933年）

銀座四丁目交差点 （ぎんざよんちょうめこうさてん）は、東京都中央区銀座にある交差点。銀座のランドマークである和光本館や三愛ドリームセンターなどが建つ交差点として有名である。

## 概要
銀座四丁目交差点は銀座のほぼ中央に位置しており、銀座のメインストリートである中央通り (国道15号)と、日比谷と築地方面とを結ぶ晴海通り (都道304号)が直交する交差点である。晴海通りを境に京橋寄りの北側一帯が「銀座四丁目」にあたるが、交差点名はこれに由来する。晴海通りの新橋寄りの南側一帯は「銀座五丁目」にあたり、旧町名は「尾張町」といった。交差点は、江戸時代は「尾張町四ツ辻」、昭和初期までは「尾張町交差点」と呼ばれたが、旧町名が関連している。
銀座四丁目交差点の周囲には著名な建物が集まっており、銀座を代表する景観を呈している。特に有名な建物は、銀座四丁目西側角に建つ和光本館である。1932年（昭和7年）築の時計台を擁するネオルネサンス様式の建物で、銀座のシンボルとして長い間親しまれてきた。銀座四丁目東側角には、老舗百貨店の銀座三越がある。1930年（昭和5年）築の建物で、銀座のランドマークのひとつとして知られてきた。銀座五丁目西側角には、銀座のランドマークのひとつである三愛ドリームセンターがある。1963年（昭和38年）築のガラス張りで円筒形が特徴的な建物で、2003年（平成15年）には「DOCOMOMO JAPAN選定 日本におけるモダン・ムーブメントの建築」に選ばれた。三愛ドリームセンターの目の前の歩道上にには警視庁築地警察署銀座四丁目交番がある。銀座五丁目東側角には、白い網目状の外観を呈する銀座プレイスがある。かつては銀座ライオン、のちにサッポロ銀座ビルがあったが、再開発により2016年（平成28年）に新たな商業施設として建替えられた。
交差点周辺は日本で最も地価が高い場所といわれており、公示地価や路線価の発表で話題になることが多い。2018年（平成30年）春発表の公示地価では、和光本館の1棟先にある山野楽器銀座本店が日本一となり、1 m2あたり5,550万円は過去最高額を更新した。また、同年7月1日発表の路線価では、三愛ドリームセンターの南隣にある鳩居堂前が33年連続で日本一となり、1 m2あたり4,432万円と過去最高額を更新した。
交差点の地下には、東京地下鉄の銀座駅がある。中央通りの地下を東京メトロ銀座線が、晴海通りの地下を日比谷線が通っており、交差点の直下で交わっている。また、晴海通りの地下には地下歩道が整備されており、日比谷駅方面から銀座四丁目交差点を経由して東銀座駅まで通じている。中央通りの地下には、銀座四丁目交差点を起点に京橋方面へ向けて地下歩道が整備されている。
かつて銀座には路面電車（都電）が走っており、銀座四丁目交差点では、中央通りを走る都電本通線と晴海通りを走る都電築地線が交差していた。交差点の近くには「銀座四丁目停留場」があった。
しかし、1967年（昭和42年）に都電本通線が廃止され、翌1968年（昭和43年）には都電築地線が廃止となり、路面電車は銀座から姿を消した。

## 銀座四丁目交差点が登場する主な作品

### 小説・詩
- 枝川公一 『銀座四丁目交差点』 （2000年）

### 漫画
- 手塚治虫 『ヌーディアン列島』 （1968年）
- 手塚治虫 『奇子』 （1972年）

### 映画
- 伏水修監督 『東京ラプソディ』 （1936年）
- 吉村公三郎監督 『わが生涯のかがやける日』 （1948年）
- 成瀬巳喜男監督 『銀座化粧』 （1951年）
- 本多猪四郎監督 『ゴジラ』 （1954年）
- 川島雄三監督 『銀座二十四帖』 （1955年）
- 増村保造監督 『からっ風野郎』 （1960年）
- 成瀬巳喜男監督 『秋立ちぬ』 （1960年）
- 石井輝男監督 『セクシー地帯』 （1961年）
- 蔵原惟繕監督 『銀座の恋の物語』 （1962年）

### ゲーム
- セガ 『サクラ大戦』 （1996年）

## ギャラリー

### 銀座四丁目交差点
- 交差点北側（2015年）
- 交差点南側（2016年）
- 夜の交差点（2009年）
- 交差点遠景（1933年）

### 銀座四丁目西側角（和光本館）

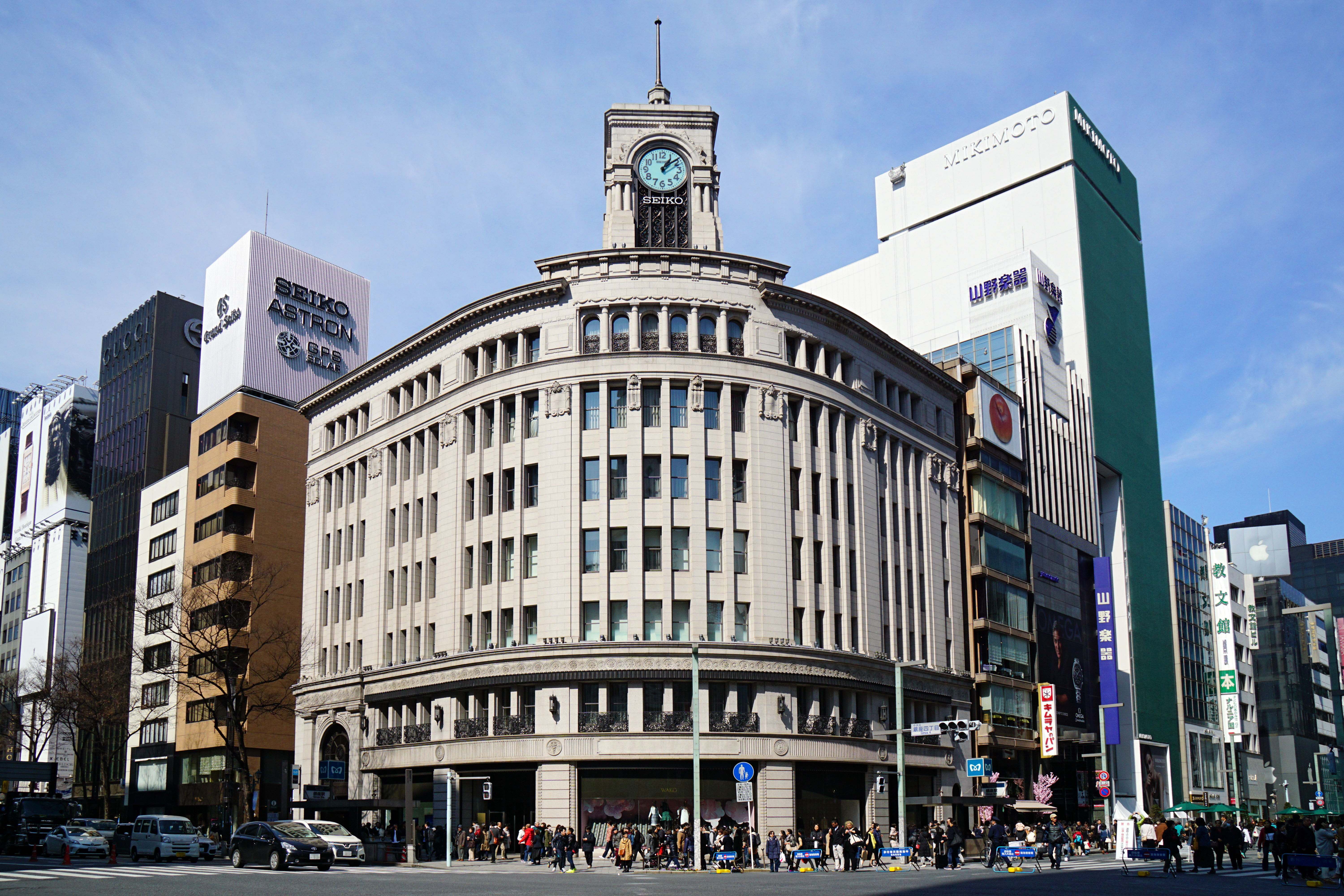
和光本館（2017年）
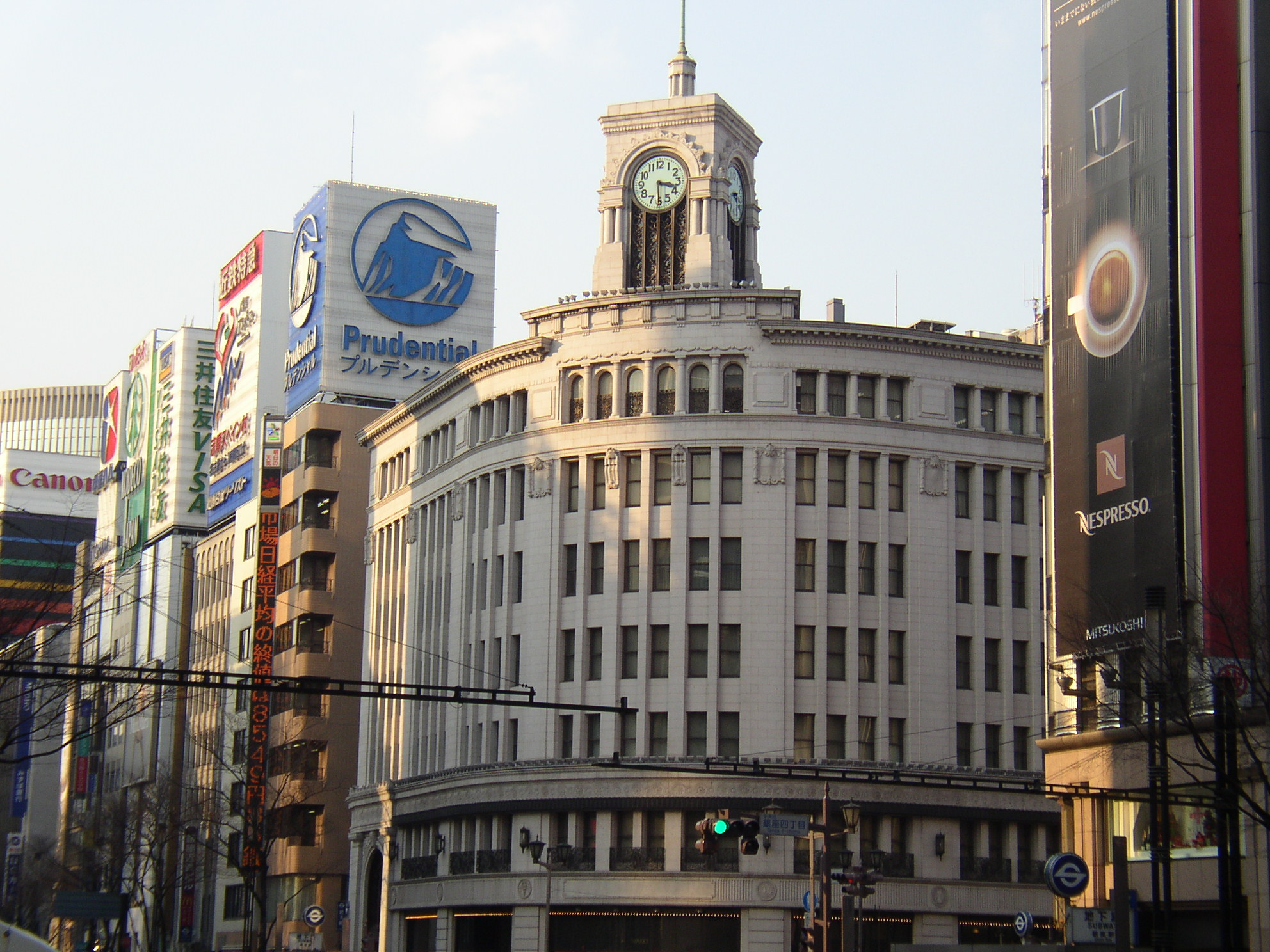
和光本館（2016年）
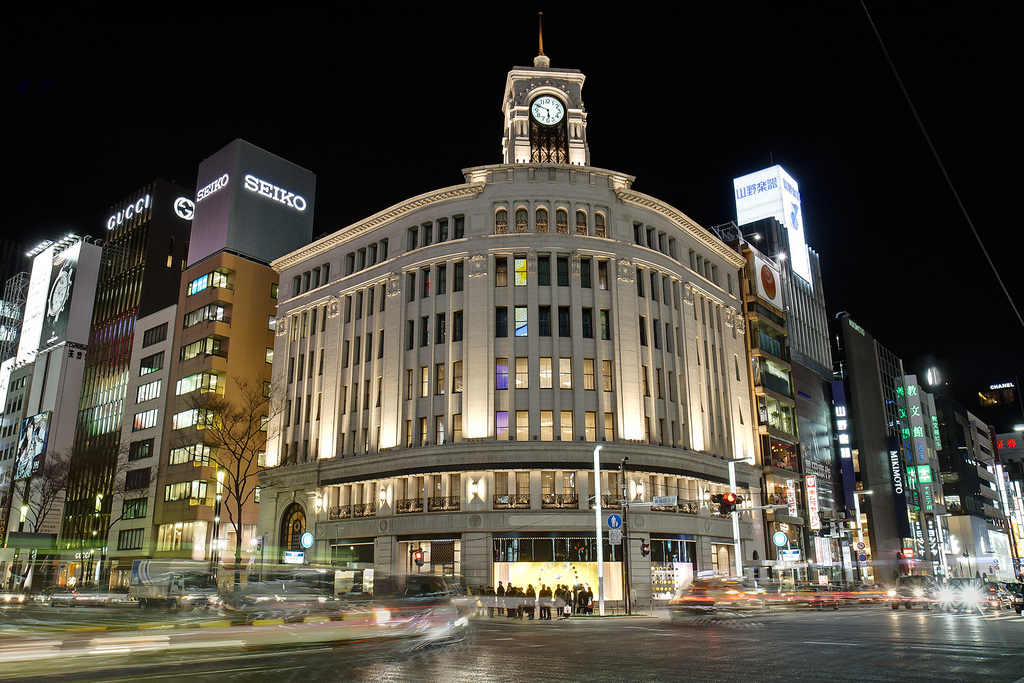
和光本館（2011年）
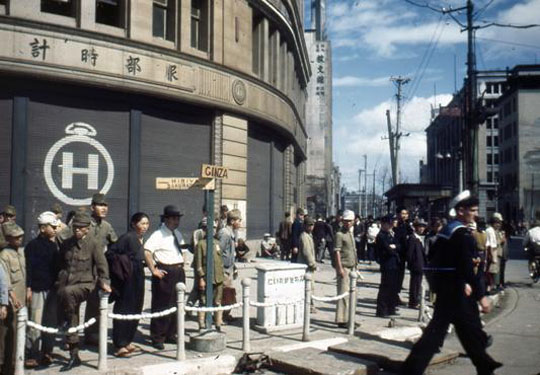
服部時計店（後の和光本館、1945年）

### 銀座四丁目東側角（銀座三越）

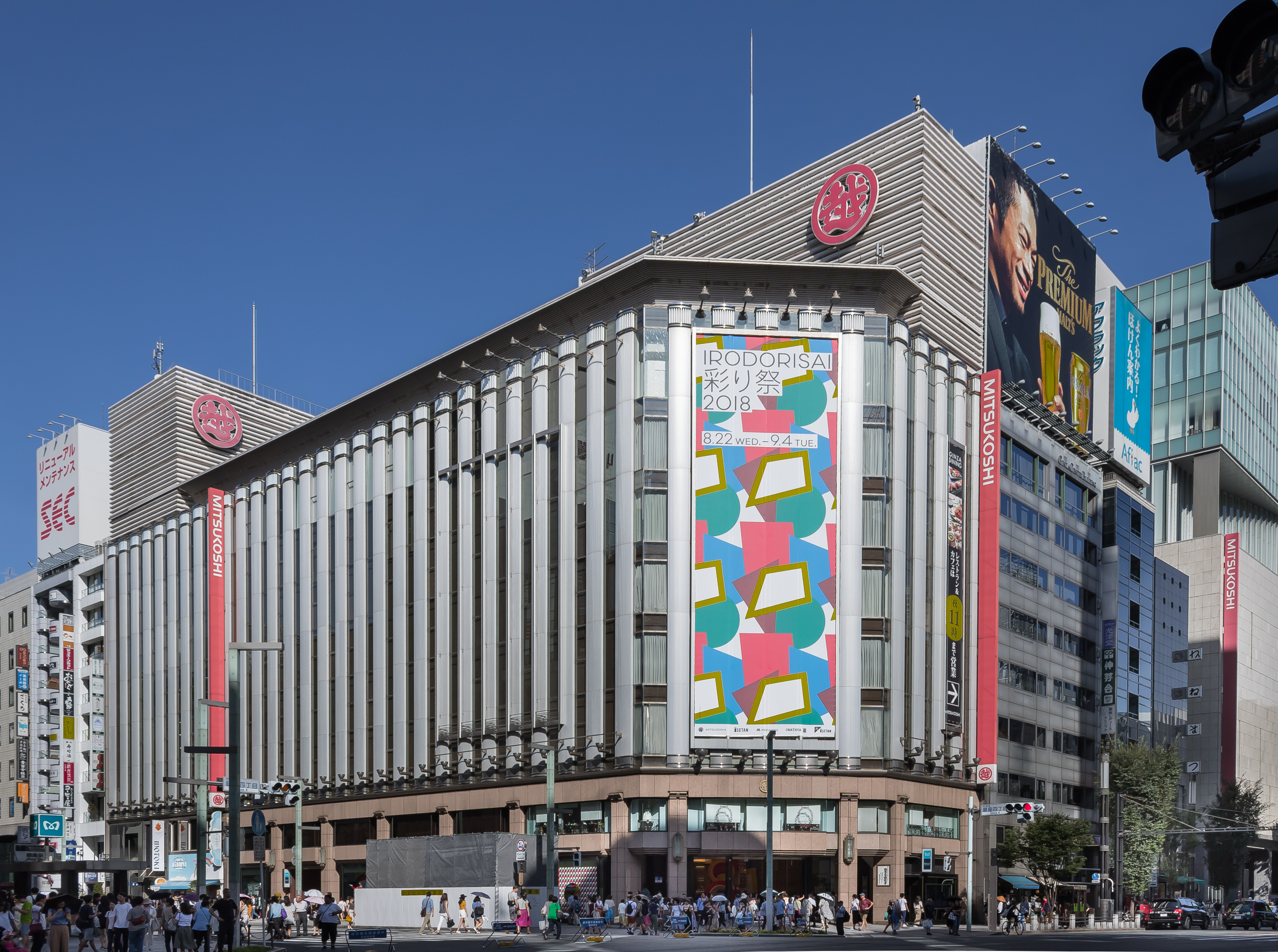
銀座三越（2018年）
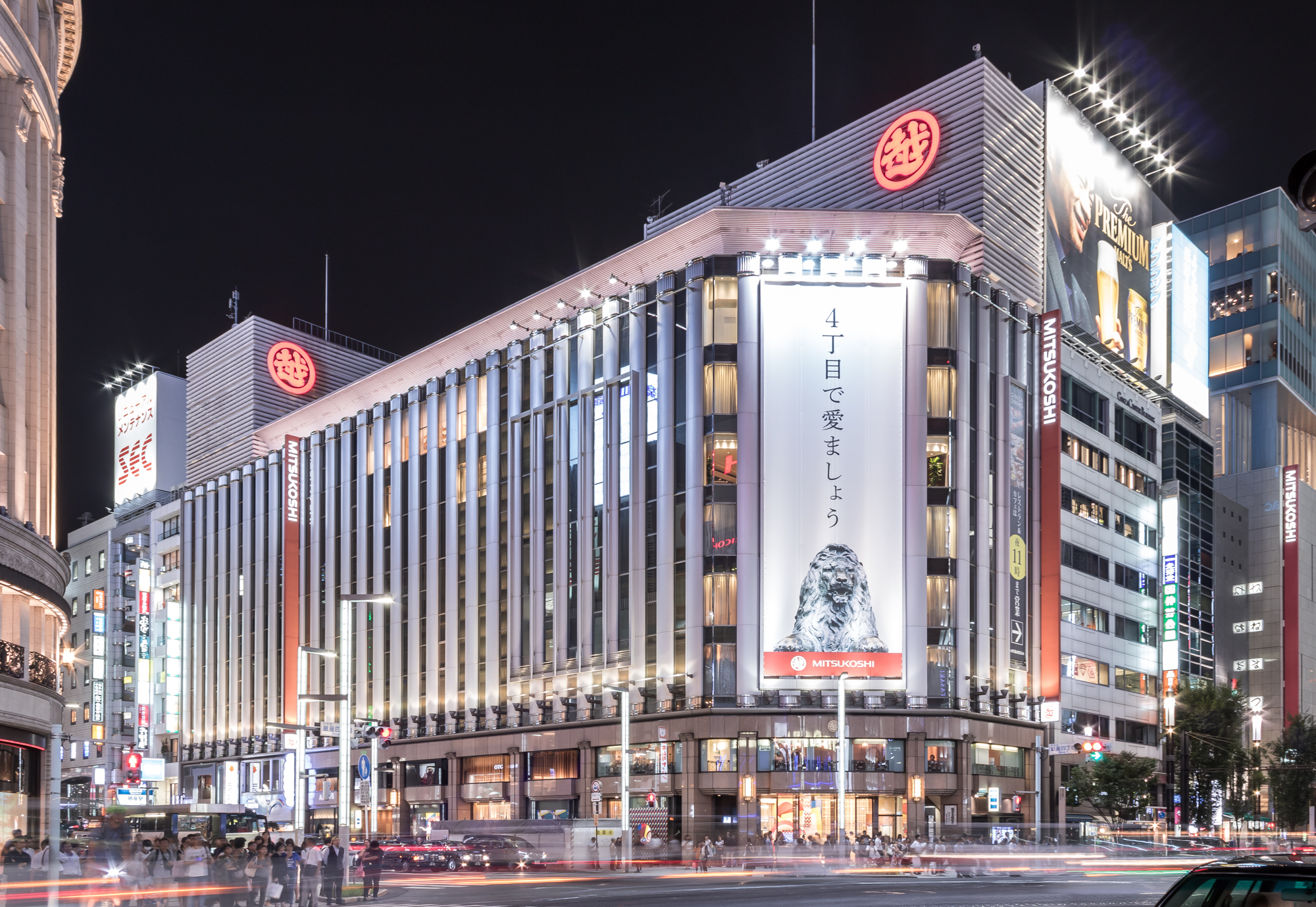
銀座三越（2018年）
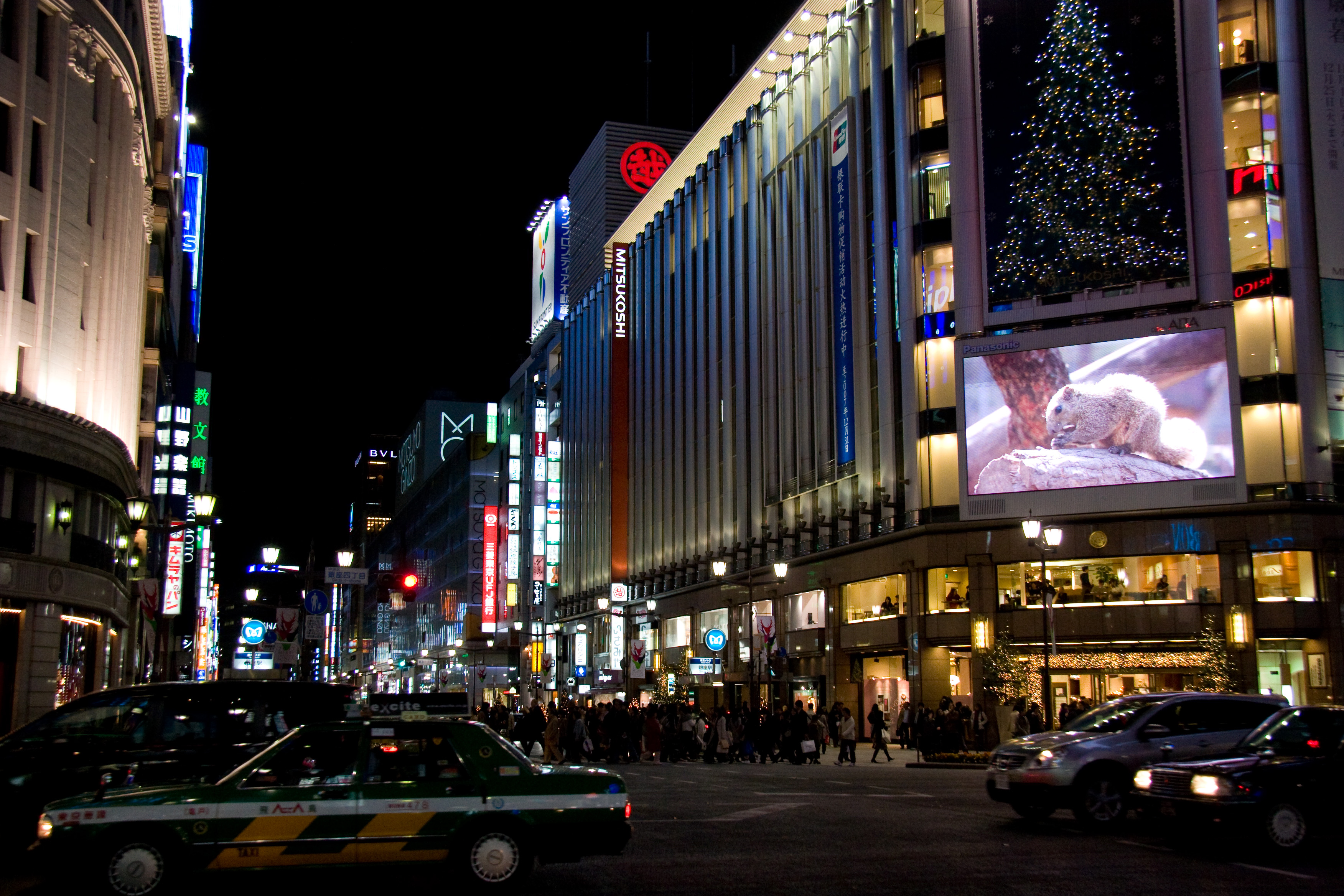
銀座三越。中央奥に松屋も見える（2007年）
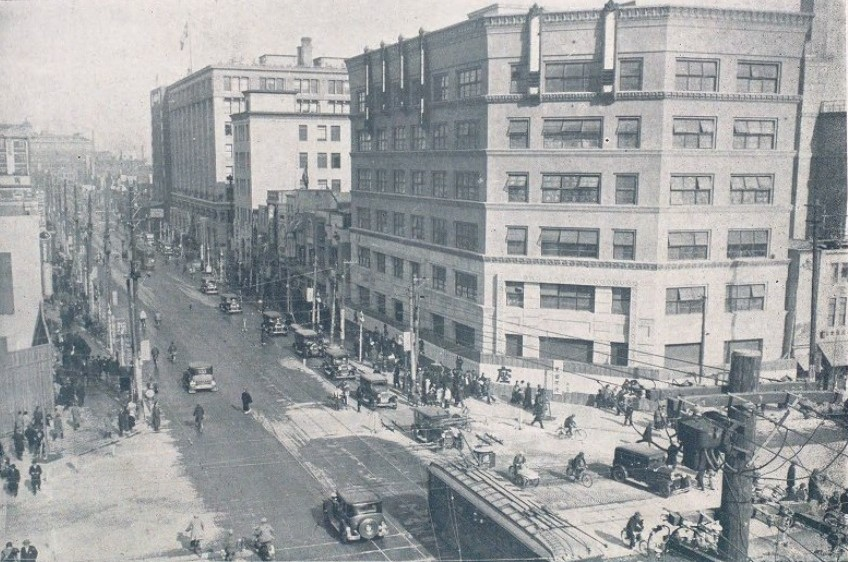
銀座三越（1930年）

### 銀座五丁目西側角（三愛ドリームセンター）

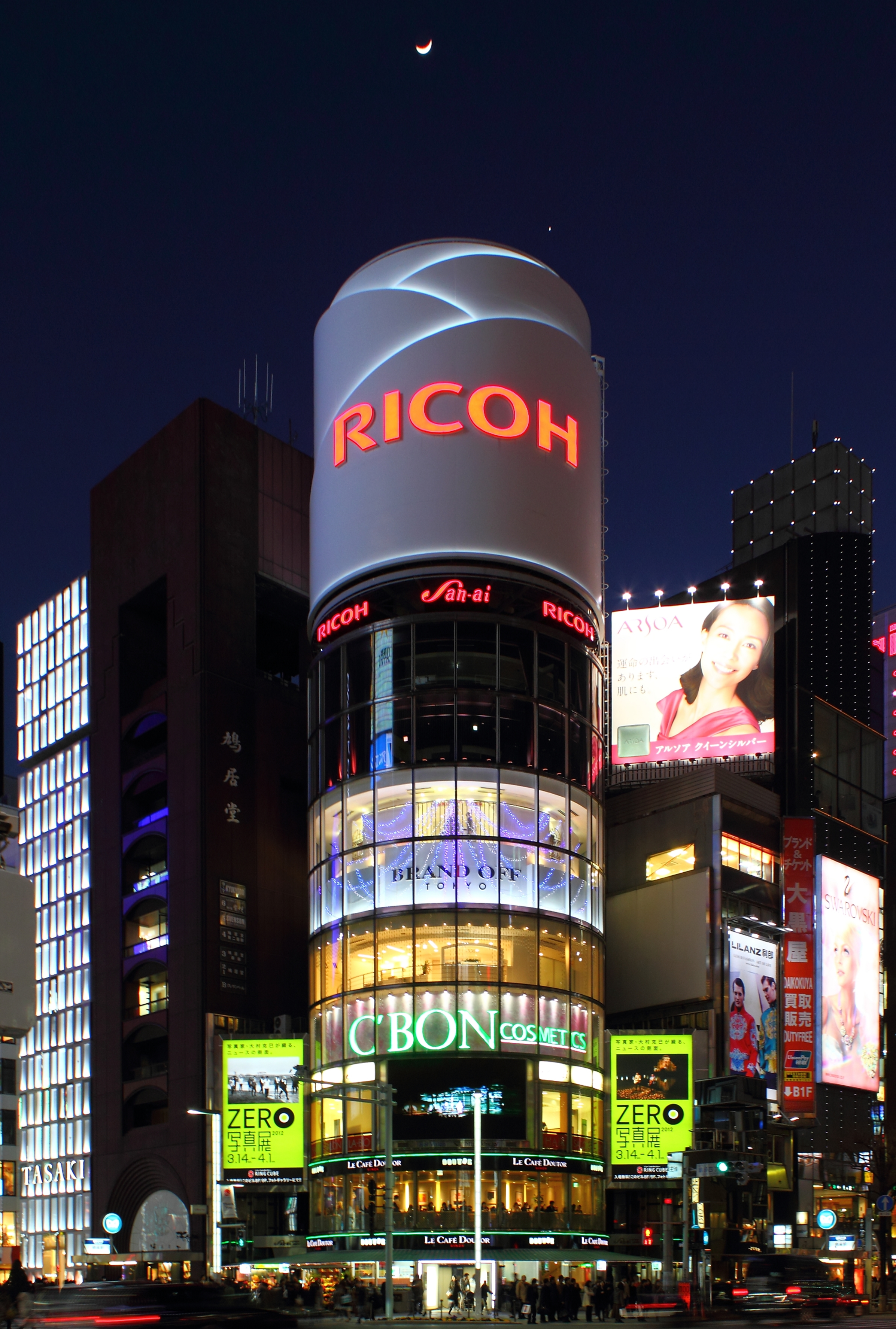
三愛ドリームセンター（2012年）
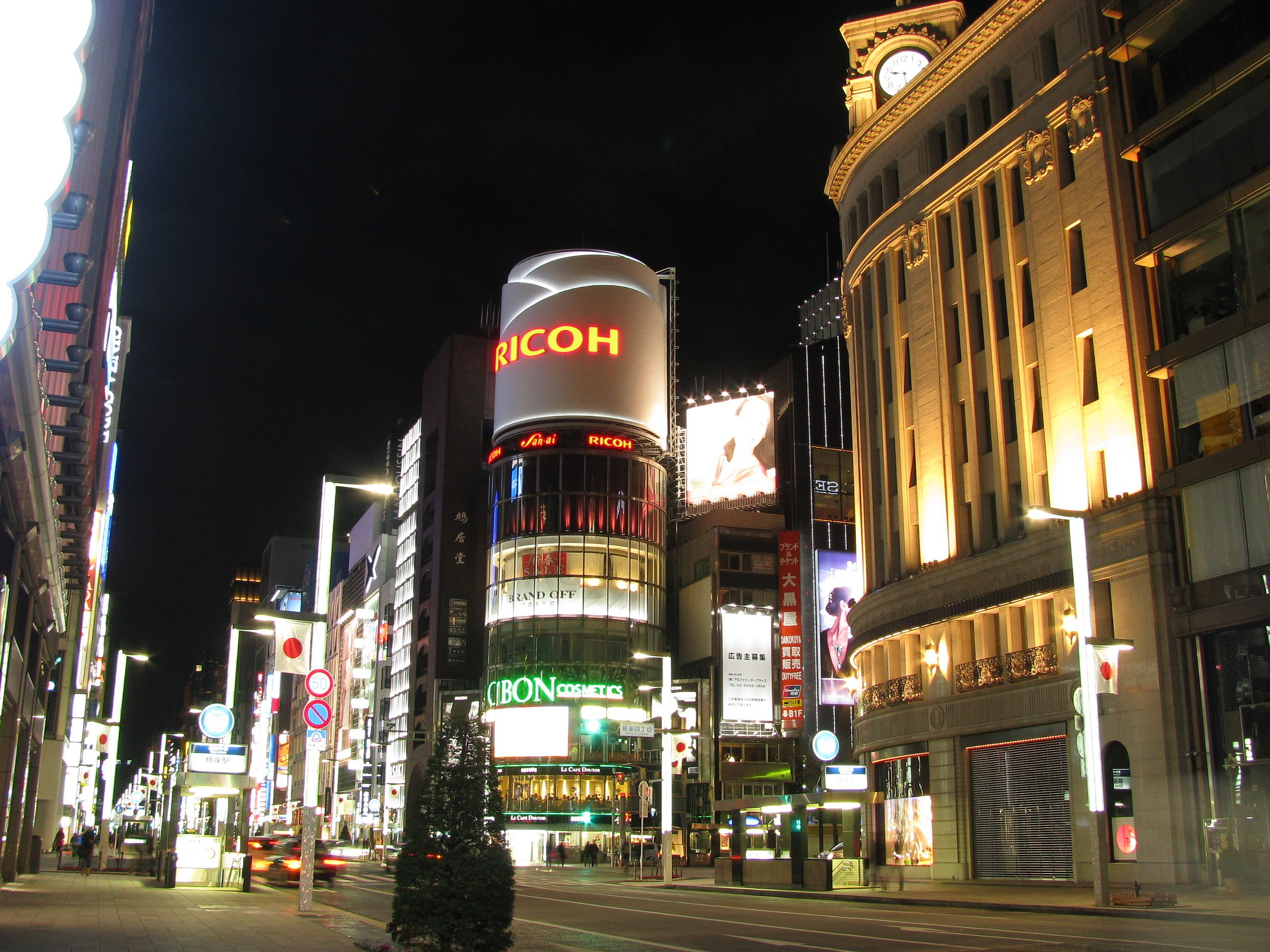
三愛ドリームセンターと和光本館（2012年）
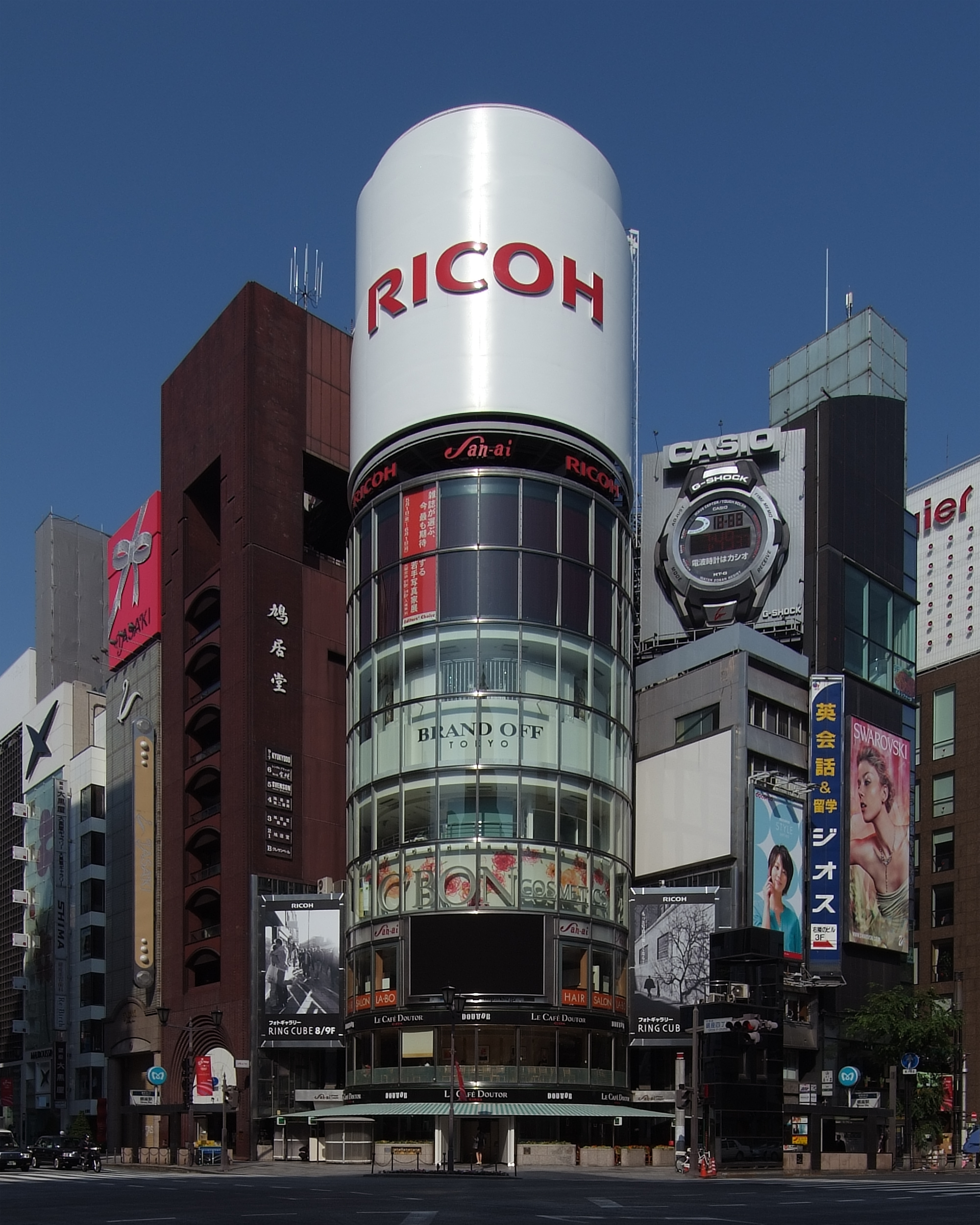
三愛ドリームセンター（2009年）
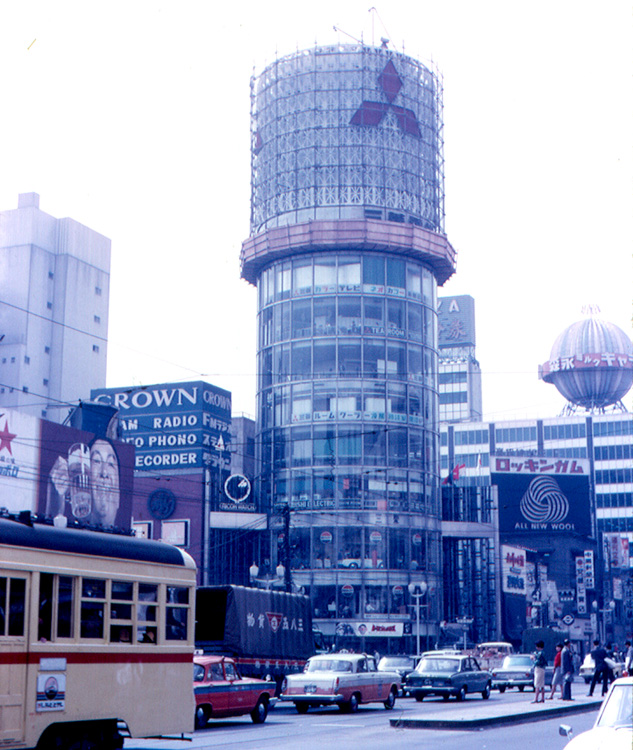
三愛ドリームセンター（1967年）

### 銀座五丁目東側角（銀座プレイスなど）

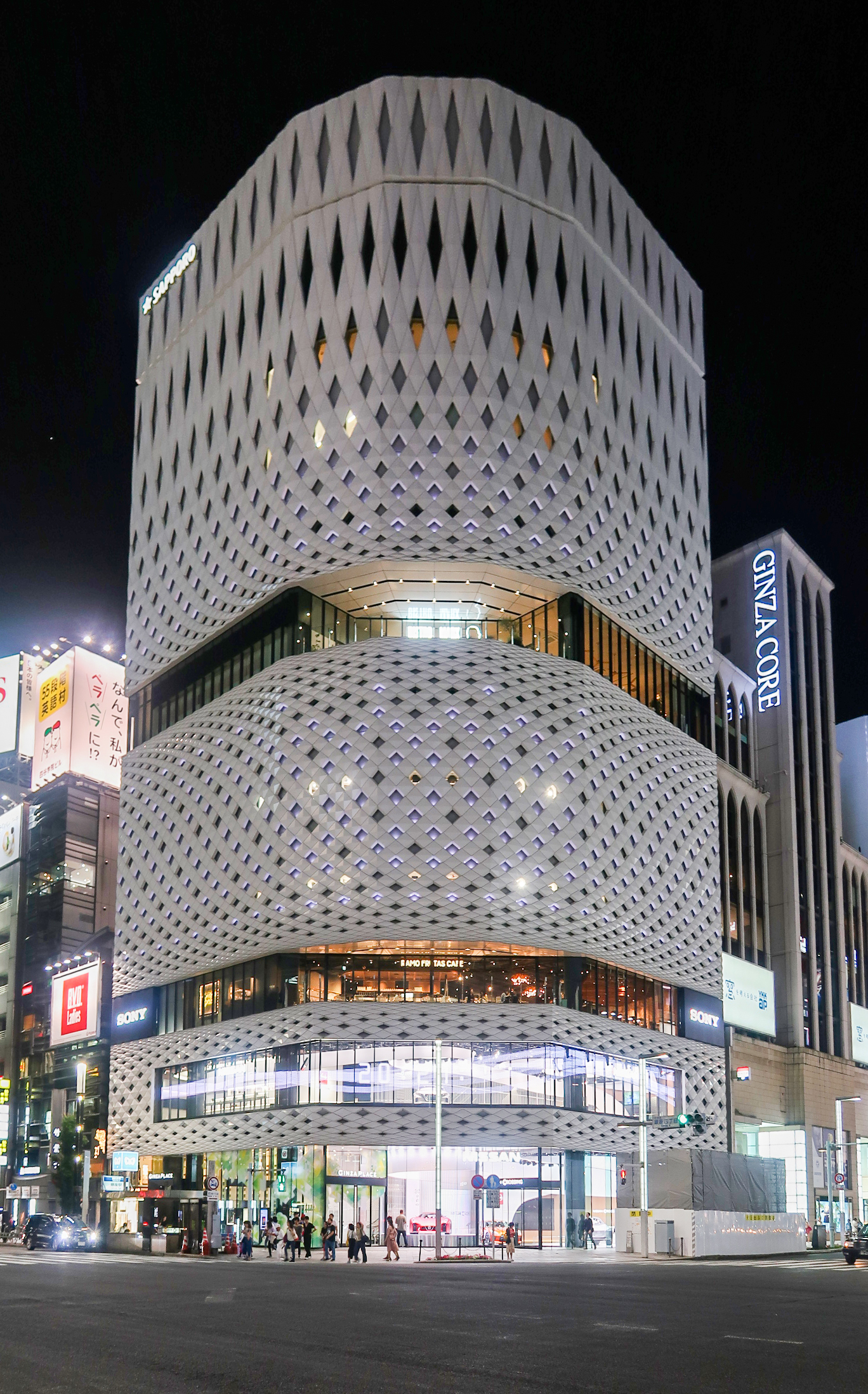
銀座プレイス（2018年）
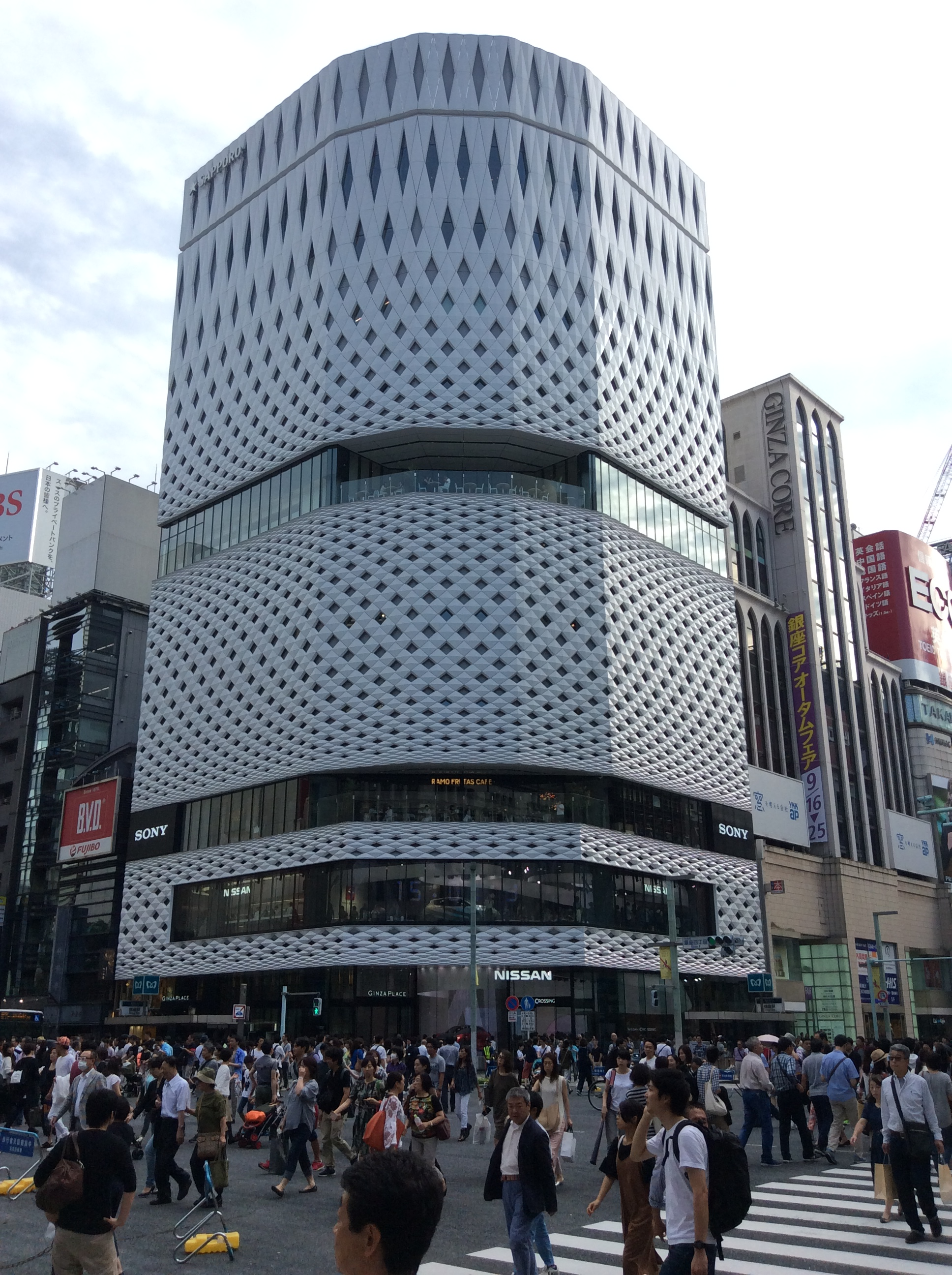
銀座プレイス（2016年）
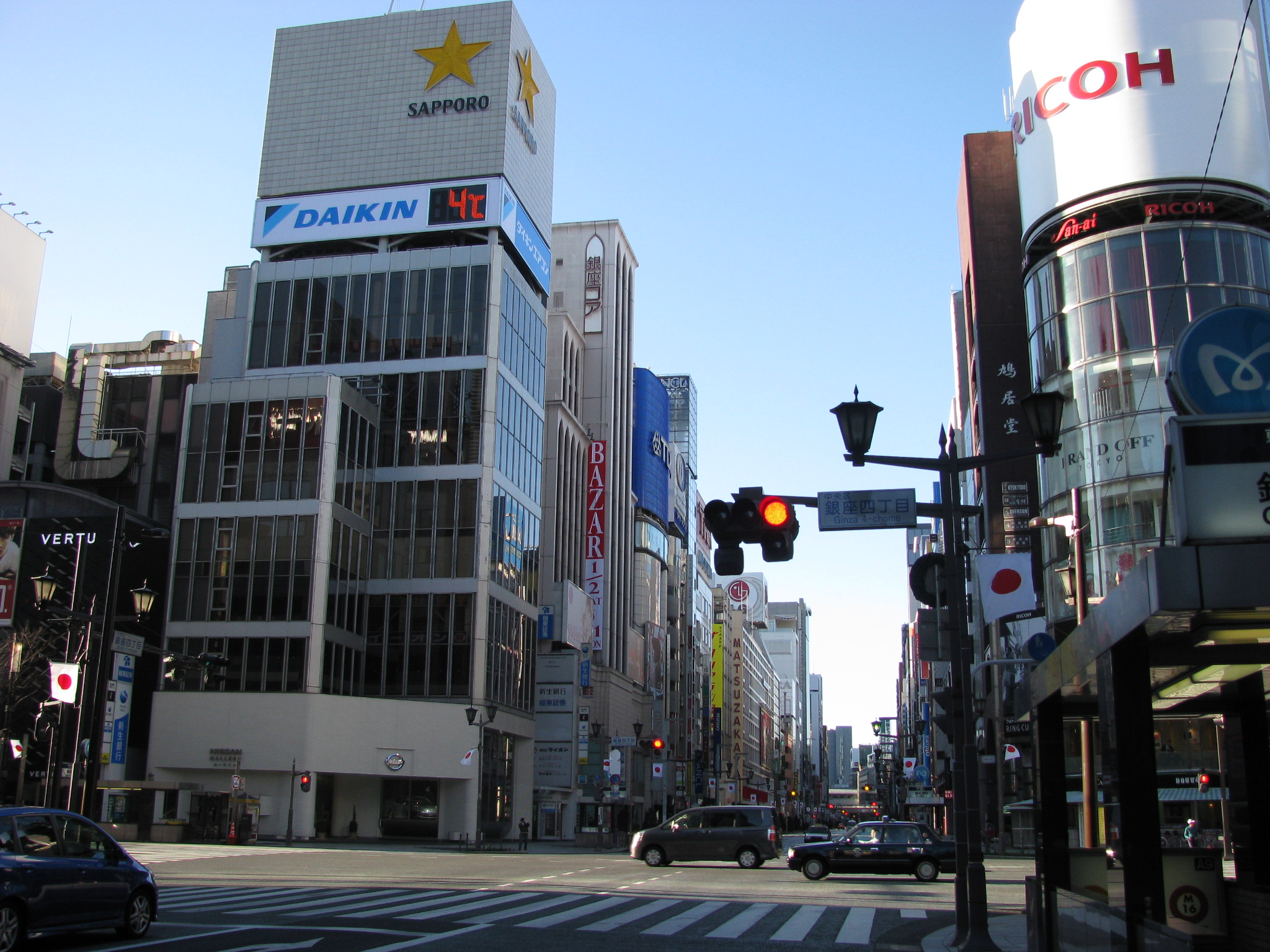
銀座プレイスの前身サッポロ銀座ビルと三愛ドリームセンター（2014年）
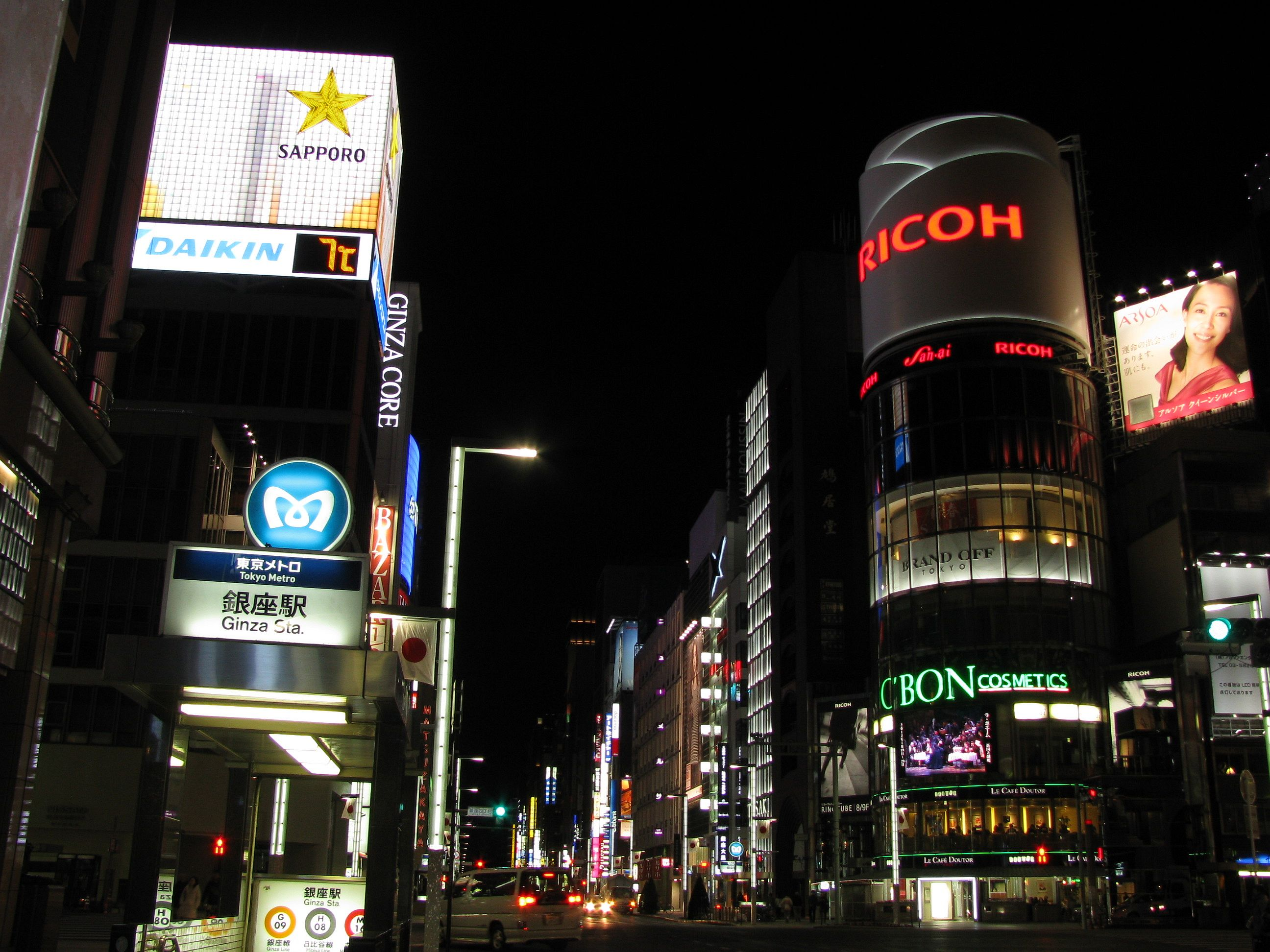
サッポロ銀座ビルと三愛ドリームセンター（2012年）